# 世界謎紀行・神々のいたずら
『ニッセイワールドドキュメント 世界謎紀行・神々のいたずら』（せかいなぞきこう・かみがみのいたずら）は、1996年10月13日から1997年9月21日までTBS系列局で毎週日曜 20:00 - 20:54に放送されていたTBS製作の紀行番組である。日本生命の一社提供番組「ニッセイワールドドキュメント」シリーズの第3作。

## 概要
それまで水曜22時台にて放送されていた『浪漫紀行・地球の贈り物』のコンセプトを引き継ぐ形でスタートした番組であるが、『地球の贈り物』とは別に、世界各地の歴史的の謎に迫るというコンセプトの路線を目指したものとなっている。ニッセイワールドドキュメントとしては最も短命となる1年間で終了となり、後番組である『神々の詩』に引き継がれた。
前番組『コロンブスのゆで卵』の1分スポンサーであった花王・NTT（30秒、1997年3月まで）が直前の19時台の『さんまのSUPERからくりTV』のスポンサーとなったことに伴い、1997年3月までの間『〜からくりTV』の1分スポンサーだった日本生命のCM枠は30秒に縮小された。また、終了後のヒッチハイクに花王とネスレ日本のCMが各30秒ずつ流れた。

## 出演者
- 星野知子
- 堀勝之祐（ナレーションのみ）

## 主題歌
- 「Fantastic Place」春畑道哉